# Inquisition (roman)
Pour les articles homonymes, voir Inquisition (homonymie).
Inquisition est le deuxième volume de la trilogie Aquasilva d'Anselm Audley, paru en 2003 aux éditions Payot & Rivages.

## Résumé

### Première partie: La cité des rencontres
Chapitre I
Cathan est vicomte de Lépidor, Corvine est la seule héritière d’une lignée de pharaons déchus par le Domaine, Palatine est la cousine de Cathan et Elassel est une jeune fille qui s’est échappée du Domaine, auquel elle avait été liée par ses parents, très croyants. Tous les quatre profitent d’un redoux exceptionnel en cette fin d’automne, dans la campagne de Lépidor, quand soudain Jérian, frère adoptif de Cathan apporte la nouvelle qu’un navire est arrivé de Pharassa. À son bord, Courtière, et Oltan Canadrath, représentant la Maison Canadrath. Ils annoncent que les Halettites, les alliés du Domaine se sont emparées des dernières possessions continentales des Thanétiens. Thaneth, la capitale commerciale d’Aquasilva est donc maintenant directement menacée par une armée de 30 000 soldats qui campent à ses pieds. Les deux messagers sont venus s’assurer que les réserves de fer, ne serviront pas à alimenter en armes l’armée menaçante.
Chapitre II
Palatine, qui est née et a vécu au Thétia, décrit la vie sur ce continent et les relations qui existent entre les personnages importants. L’Empereur Orosius, n’a pas réellement les pleins pouvoir, puisque le régime est plutôt une république. Ce sont les différents clans, souvent opposés à cause de luttes intestines, qui décident des lois. L’Empereur ne joue qu’un rôle d’arbitre permettant d’éviter que les clans ne se déchirent continuellement. Il n’a confiance qu’en trois personnes : l’Exarque Zarathec, qui joue le rôle de premier ministre et conseiller, le chef des services secrets, et Tanaïs, un étrange personnage qui connaît la véritable identité de Cathan. C’est l’une des principales raisons pour lesquelles Cathan reste au Lépidor au lieu de mener sa quête et son combat contre le Domaine ; Tanaîs doit revenir pour lui faire d’importantes révélations.
Chapitre III
Quelques jours après le départ des deux messagers, une missive, soigneusement scellée, arrive de la part d’Hamilcar, chargé d’effectuer le transport du minerai de fer. Il demande confirmation et assurance au Lépidor concernant le transport et la vente d’armes aux dissidents qualatharais. Alors que Cathan et Elnibal étudient la lettre, le communicateur ethéréen apporte la nouvelle qu’un kraken, une créature abyssale, a été repérée près de la surface. Le comte et son fils se rendant donc au siège de la guilde des océanographes pour voir le spectacle de leurs propres yeux. La bête mesure près de 250 pieds de longs. Lors des conversations imprégnées de stupeur Cathan fait allusion à l’Aeon, une mante géante connectée au réseau des « Œils du ciel », ce qui lui vaut une petite discussion en tête à tête avec Tétricus, le maître océanographe, qui lui conseille vivement d’éviter ce genre de propos, mais refuse de renseigner Cathan sur ce qu’il sait.
Cet événement terminé, Cathan, Corvina et Palatine élaborent un plan pour se rendre au Qualathar afin de rassurer Hamilcar. et secrètement de trouver l’Aeon.
Chapitre IV
À Ral Tumar, capitale de la province archipélienne de Tumariane, les trois compagnons se doivent de trouver un navire les emmenant vers le Qualathar. Ils trouvent ce qu’il cherchent à la bourse maritime. Ils embarqueront donc dans quatre jours à bord du Sforza, la mante du capitaine Démaratus pour 230 coronas. En attendant le départ, ils déambulent dans la ville, jusqu’à rencontrer une colonne de hiérophante. L’Inquisition est à Ral Tumar.
Chapitre V
L'inquisition débarque en masse à Ral Tumar, avec à sa tête Midian, auquel ils ont déjà eu affaire. Le discours est clair. Toute personne soupçonnée d’hérésie ou aidant un hérétique sera châtiée selon la loi de Ranthas.
Corvina et Cathan débattent sur les suites de leur voyage. Doivent-ils poursuivre leur chemin vers le Qualathar, ou changer de route et prendre mille précautions pour entrer en contact avec les dissidents auxquels Hamilcar doit vendre des armes ? Comment éviter les inquisiteurs ? Etc. Mais les décisions seront à prendre avec Palatine.
Chapitre VI
Dans les bureaux de la Guilde des océanographes, Rashal, l’assistant du Maître, apprend à Cathan que le Domaine et l’Empereur financent l’aménagement d’une mante en navire d’exploration des grands fonds, le Missionnaire.
Puis, dans la bibliothèque, alors qu’il est en train d’effectuer des recherches sur les kraken et éventuellement sur l’Aeon, Cathan reçoit la visite d’un aide de camp qu’ils ont croisé le lendemain de leur arrivée à Ral Tuma, devant une ambassade. Celui-ci fait parler Cathan, sur la véritable identité de Palatine et de lui-même. À la fin de l’interrogatoire, il s’avère que l’aide de camp n’est autre qu’un agent de l’Empereur.
Chapitre VII
Cathan retrouve Corvina sur la terrasse d’une taverne qu’ils ont repéré quelque temps auparavant, bientôt rejoints par Palatine. Celle-ci leur apprend qu’elle a retrouvé Phocas, un hérétique qu’ils ont rencontré à la Citadelle, et grâce à qui elle a pu s’infiltrer dans le Palais et obtenir des informations concernant les projets des Inquisiteurs : leur objectif est bel et bien le Qualathar.
Chapitre VIII
Cathan et Corvina, de retour à la bibliothèque de la Guilde, sont interrompus dans leurs recherches par l’arrivée imminente des Inquisiteurs. Les océanographes décident de cacher les livres susceptibles d’être prohibés, et d’envoyer un rapport de la situation au centre de la Guilde. Mais Orosius, ou plutôt son agent réapparaît fournissant une aide à Amalthéa, océanographe chargée de transmettre un message, et à Cathan et Corvina.
Chapitre IX
Tekla, l’agent de l’Empereur, emmène Corvina et Cathan dans un repère secret de contrebandiers, une grotte communiquant avant l’océan, où est amarrée une mante. Le tout appartenant manifestement au clan Scartaris. Matifa, obéissant aux ordres de Tekla, déguise les deux acolytes pour les rendre méconnaissables aux yeux du Domaine, leur teintant les yeux, la peau et les yeux. Ils sont ensuite conduits à bord du vaisseau amiral du clan, l’Étoile polaire, déguisés en domestiques originaires de Finismonde. Ensuite, le cortège se dirige vers la propriété du clan. Cahtan et Corvina y retrouvent Palatine qui arrive un peu plus tard. Enfin Cathan entend de la bouche de Mauriz que Palatine leur sera utile pour refonder une république.
Chapitre X
Entretien entre Mauriz, Télésta Palatine, Corvina et Cathan qui a pour sujet les buts de Mauriz. Celui-ci veut créer une république Thétienne en utilisant Cathan et ce qu’il représente. Cathan n’ose s’exprimer clairement pour ou contre ce projet, puisque dans celui-ci, la Pharaonne ne joue aucun rôle.

### Deuxième partie: Illusions de gloire
Chapitre XI
L’« Étoile polaire », la mante à bord de laquelle se trouvent les protagonistes, partie de Ral Tumar, trouve sur son chemin une mante en perdition. Après amarrage des deux navires, Vasudh, le maître d’équipage de l’Avanhataï annonce que son navire a été attaqué par le Domaine qui est toujours à ses trousses. Suivant le code de la loi maritime thétienne, l’équipage de l’Étoile polaire apporte son aide pour réparer le navire endommagé. Mais, les réparations de base à peine terminées, arrive la mante poursuivante. Les deux mantes se séparent pour permettre la fuite de l’Avanhataï, mais presque aussitôt après, celui-ci est détruit par les magiciens du Domaine. Ce qui n’est pas sans répercussions sur l’Étoile polaire qui est sérieusement endommagée.
Chapitre XII
La mante du Domaine accoste et son équipage pénètre dans l’Ètoile polaire. Son équipage est mis aux arrêts pour avoir aidé un navire d’hérétiques. Il est conduit à terre, à Ilthys, pour y être jugé. En chemin, la colonne d’Inquisiteurs avec les prisonniers est arrêtée par un groupe de cavaliers mené par Ithien Eirillia, gouverneur d’Ilthys. Mais il ne parvient pas à faire libérer ses compatriotes. Leur procès commence : ils sont présumés coupables et doivent prouver leur innocence.
Chapitre XIII
Ithyen Eirillia, avec les consuls thétiens, font irruption au beau milieu du procès. Après de vives joutes verbale et un immense chahut, les prisonniers sont libérés. Quelque temps plus tard, quand le groupe libre s’enfonce dans la ville, Palatine est reconnue, et accueillie chaleureusement.
Chapitre XIV
Corvina, le soir, apporte une tasse de café à Cathan. Ils discutent un peu puis Cathan sombre dans un profond sommeil : Corvina a drogué le café pour pouvoir partir seule, mais sans lui faire ses adieux.
Chapitre XV
Cathan et Palatine attendent le passage d’une mante pour partir au Qualathar. Pendant les jours que durent l’attente, Cathan rencontre un membre du clan Polinskarn (clan spécialisé dans l’archivisme). Télésta accorde à Cathan un accès aux livres du clan contre un accès à la bibliothèque de Consécration qui appartient de droit au hiérarque, que devrait être Cathan.
Chapitre XVI
Ils arrivent enfin au Qualathar, mais de nuit, par un galion marchand. L’équipage en apprenant la situation à terre refuse d’accoster à cause de la présence d’inquisiteurs. C’est donc la navette du port qui permet à Cathan, Palatine et aux thétiens de débarquer.

### Troisième partie: Les cendres du paradis
Chapitre XVII
Les soldats conduisent les nouveaux arrivants au Connétable (le régisseur du Qualathar en l’absence de la Pharaonne). Celui-ci s’avère être Sagantha Karao, un cambressien que Cathan et Palatine connaissent puisqu’il était présent lors de l’affrontement entre le Lépidor et le Domaine. Ils retrouvent également Perséa et Laeas, dont ils ont fait la connaissance à la Citadelle de l’Ombre.
Une vive discussion entre les thétiens et le Connétable à propos de leurs projets et points de vue respectifs s’ensuit. Ne débouchant bien évidemment sur rien de concret.
Plus tard, Cathan est rejoint dans sa chambre par Perséa qui tente de le convaincre de poursuivre sa quête de l’Aeon. L’aboutissement de cette quête lui permettrait de rester libre de toute sujétion autre que son propre destin. Perséa reste avec Cathan pour la nuit.
Chapitre XVIII
Le lendemain ont lieu les retrouvailles privées entre les quatre amis hérétiques. Puis Cathan va explorer la bibliothèque et la salle des cartes.  L’image d’Orosius, frère de Cathan, apparaît et neutralise ce dernier en déversant sur lui un flot de magie. Il semble simplement s’amuser de montrer qu’il peut surveiller Cathan à longue distance.
Chapitre XIX
Après le départ d’Orosius, Cathan reste étendu dans le noir pendant de longs moments. Il réfléchit alors à l’endroit où pourrait être caché l’Aeon. Il en arrive à la conclusion que celui-ci ne doit se trouver que dans un lieu où seul le hiérarque pourrait le trouver.
Palatine découvre enfin Cathan et le ramène dans sa chambre. Il lui raconte ses deux « rencontres » avec son frère, ce qui la conduit à dévoiler à son tour qu’il a aussi agi ainsi avec elle.
Chapitre XX
Une lettre des Inquisiteurs arrive demandant aux Thétiens réfugiés chez le Connétable de se rendre. Mais celui-ci est absent et son secrétaire, Laeas ne peut prendre aucune décision. L’interdit du Domaine prive la demeure de chauffage, alors qu’une tempête monstrueuse s’abat sur le Qualathar.
Chapitre XXI
Les privations durent deux semaines. La demeure n’est alimentée que par des maisons voisines. Pour le Connétable, cela a assez duré et il propose le départ des Thétiens hors du Qualathar. Cathan se renseigne auprès de Télesta à propos de Tanaïs. Elle lui apprend qu’il a été amiral d’Aetius, il y a deux siècles. Une mante alors de Taneth, avec à son bord Sarhaddon, mandaté par le Primarque. Dès son arrivée, il manifeste le désir de rencontrer Cathan pour s’entretenir avec lui.
Chapitre XXII
L’entretien tourne autour d’une solution où tout le monde peut y trouver son compte : Sarhaddon propose que les hérétiques soient convertis sur la base du volontariat, sans terreur, sans bûcher et sans poursuite. Il annonce à Cathan qu’il peut aussi éviter le bûcher en saisissant sa dernière chance de livrer la Pharaonne.
Chapitre XXIII
En route pour le centre ville où doit avoir lieu une allocution des prêtres de Ranthas, Laeas apprend à Cathan l’existence d’un phare sur le chapelet d’îles Tibère, mais curieusement ces îles isolées sont désertes. Elles se trouvent dans Désolation au niveau de l’équateur.
Le cortège arrive place du marché, face au temple de Ranthas. La place est bondée de monde et les amis du Connétable vont assister au discours depuis un balcon, chez Alidrissi, président de Kalessos, un des principaux clans du sud Qualathar. Alidrissi connaît Corvina, sait où elle se cache, mais la confrontation entre Alidrissi et Cathan ôte à ce dernier toute possibilité de retrouver la Pharaonne.
Chapitre XXIV
Le discours très long de Sarhaddon n’est que pure propagande utilisant la version du Domaine de l’histoire, la logique selon Ranthas, etc. pour convaincre la population hérétique de se convertir.
Chapitre XXV
Alcinia, océanographe ayant séjourné il y a trois ans à la Citadelle de l’Eau semble même douter de ce qu’elle a appris là-bas, après le long discours des frères vénaticiens. Cathan se renseigne auprès de Perséa pour savoir quand Alidrissi doit retourner voir Corvina.
Chapitre XVI
Alcinia et Tamarès montrent à Cathan la carte étheréenne du Qualathar. Il comprend mieux comment cette île a su rester isolée si longtemps, avec de telles côtes escarpées, ses récifs aiguisés, ses puissants courants.
Tamanès les quitte pour finir un travail. Cathan et Alcinia s’en vont manger. Cette dernière expose ses craintes de voir les océanographes persécutés à cause de leurs recherches sur les phoques. Elle demande l’aide de Cathan pour qu’il tente de convaincre le Connétable de les soutenir en cas de besoin. La suite de la discussion permet à Cathan de penser qu’il a trouvé à qui livrer les armes de Lépidor.
Chapitre XVII
Une petite réunion permet à Cathan et Palatine de conclure un arrangement avec les Qualatharais renégats concernant la livraison d’armes par l’intermédiaire de clans thétiens. Reste à trouver les fonds. Le problème semble soluble avec le soutien de la Pharaonne. Cathan et Palatine dévoilent alors la véritable identité de Corvina, après avoir fait prêter serment à tout le groupe de ne le pas répéter. Ensuite ensemble ils élaborent un plan pour libérer Corvina de la protection-détention d’Alidrissi, pour la mettre en sureté.

### Quatrième partie: Côte de perdition
Chapitre XXVIII
Ils réalisent leur plan: ils suivent la route qu’est supposé prendre Alidrissi pour rejoindre Corvina et avisent en fonction des informations des éclaireurs, bien à l’abri dans une grotte aménagée du temps d’Orethura, mais au moment de repartir arrive un groupe de cavaliers : c’est Mauriz et Télesta, accompagnés de quelques gardes.
Chapitre XXIX
Après serment Mauriz, Télesta et les gardes promettent d’aider le groupe d’archipeliens (ayant tués deux hiérophantes, ils sont donc impliqués maintenant). L’équipée se scinde en deux groupes qui rejoignent leur poste. Le groupe comportant Cathan, Palatine et Mauriz est rejoint quelque temps plus tard par Alidrissi et ses gardes.
Chapitre XXX
Les renégats attendent quelque temps avant de décider de tenter la poursuite, juste après avoir été rejoint par l’autre groupe. La progression est extrêmement pénible sur ce chemin de montagne en pleine tempête, et de nuit, même avec la visiombre, qui rend Cathan presque aveugle lors de chaque éclair. Ils arrivent finalement aux portes du Téhama et à proximité du refuge de Corvina.
Chapitre XXXI
Cathan part en reconnaissance avant de s’infiltrer dans la forteresse, grâce à une flèche à pointe de feu-de-bois, ce qui lui permet de se planter dans la muraille, accrochée à une corde. Une fois dans le château, il se guide avec les traces de magie et parvient à une chambre où il trouve. son frère, l’empereur Orosius.
Chapitre XXXII
Cathan est rapidement neutralisé par Orosius. Il découvre Corvina étendue sur le lit, et ligotée. Puis c’est Sarhaddon qui apparaît et enfin la traitrise de Mauriz et Telesta qui se révèle.
Les prisonniers sont conduits vers un ascenseur qui les mène vers deux petites mantes amarrées. L’une du Domaine, l’autre à l’Empereur. À bord de cette dernière, ils sont conduits sur le Valdur, le somptueux vaisseau amiral de l’Empereur, à cinq ponts, resté un peu plus au large. La petite mante du Domaine conduit les prêtres vers leur propre vaisseau, la fournaise.
En arrivant l’équipage annonce à Orosius que l’escorte impériale resté encore plus au large ne répond plus.
Chapitre XXXIII
Corvina, Palatine et Cathan sont retenus dans les appartements d’Orosius, probablement pour que celui-ci les questionne ensuite. En effet celui-ci leur rend une visite, mais doit rapidement les quitter pour mener les recherches des vaisseaux égarés. Subitement Corvina demande à Cathan de le détacher lorsqu’elle s’aperçoit que la magie du domaine attaque le Valdur.
Chapitre XXXIV
Après les deux assauts, le Valdur est sens dessus-dessous. Palatine part libérer les prisonniers, s’ils ont survécu tandis que Corvina et Cathan blessés se dirigent vers les embarcations de secours. Il ne rencontre parmi les cadavres qu’un garde mourant et Orosius lui-même. Ce dernier supplie Cathan et Corvina de l’achever. Ce que s’apprête à faire cette dernière quand Cathan décide de le sauver, même s’il s’agit d’un véritable tyran. Mais l’Empereur finit par succomber à ses blessures, après avoir demandé aux rescapés de corriger ses erreurs : que Palatine devienne impératrice, que Corvina retrouve son trône, et que Cathan devienne Hiérarque.
Chapitre XXXV
Cathan et Corvina rejoignent la navette où l’attendent des rescapés : Palatine bien sûr, mais aussi Bamalco, Tekraea et Persea. Ils évacuent laissant le Valdur sombrer. Cathan, suivant son instinct, prend alors les commandes et amène la mante de secours vers les abysses, en dépit de tout bon sens. Il pénètre dans une grotte sous-marine gigantesque et y découvre à l’aplomb du Téhama, l’Aeon.